# Commonwealth Games 2022/Ringen
Bei den Commonwealth Games 2022 in Birmingham, England, fanden vom 5. bis 6. August 2022 im Ringen 12 Wettbewerbe statt, davon jeweils sechs für Männer und für Frauen. Austragungsort war die Coventry Arena. Erfolgreichste Nation war Indien, die sechs Goldmedaillen gewannen.

## Männer Freistil

### Klasse bis 57 kg
| Platz | Land | Sportler           |
| ----- | ---- | ------------------ |
| 1     | IND  | Ravi Kumar         |
| 2     | NGR  | Ebikewenimo Welson |
| 3     | CAN  | Darthe Capellan    |
| 3     | PAK  | Ali Asad           |

Finale: 6. August 2022

### Klasse bis 65 kg
| Platz | Land | Sportler       |
| ----- | ---- | -------------- |
| 1     | IND  | Bajrang Punia  |
| 2     | CAN  | Lachlan McNeil |
| 3     | ENG  | George Ramm    |
| 3     | PAK  | Inayat Ullah   |

Finale: 5. August 2022

### Klasse bis 74 kg
| Platz | Land | Sportler              |
| ----- | ---- | --------------------- |
| 1     | IND  | Naveen Naveen         |
| 2     | PAK  | Muhammad Sharif Tahir |
| 3     | NGR  | Ogbonna John          |
| 3     | CAN  | Jasmit Phulka         |

Finale: 6. August 2022

### Klasse bis 86 kg
| Platz | Land | Sportler        |
| ----- | ---- | --------------- |
| 1     | IND  | Deepak Punia    |
| 2     | PAK  | Muhammad Inam   |
| 3     | AUS  | Jayden Lawrence |
| 3     | CAN  | Alex Moore      |

Finale: 5. August 2022

### Klasse bis 97 kg
| Platz | Land | Sportler          |
| ----- | ---- | ----------------- |
| 1     | CAN  | Nishan Randhawa   |
| 2     | RSA  | Nicolaas de Lange |
| 3     | AUS  | Thomas Barns      |
| 3     | IND  | Deepak Nehra      |

Finale: 6. August 2022

### Klasse bis 125 kg
| Platz | Land | Sportler       |
| ----- | ---- | -------------- |
| 1     | CAN  | Amar Dhesi     |
| 2     | PAK  | Zaman Anwar    |
| 3     | IND  | Mohit Grewal   |
| 3     | ENG  | Mandhir Kooner |

Finale: 5. August 2022

## Frauen Freistil

### Klasse bis 50 kg
| Platz | Land | Sportlerin    |
| ----- | ---- | ------------- |
| 1     | NGR  | Mercy Genesis |
| 2     | CAN  | Madison Parks |
| 3     | IND  | Pooja Gehlot  |

Finale: 6. August 2022

### Klasse bis 53 kg
| Platz | Land | Sportlerin       |
| ----- | ---- | ---------------- |
| 1     | IND  | Vinesh Phogat    |
| 2     | CAN  | Samantha Stewart |

Finale: 6. August 2022

### Klasse bis 57 kg
| Platz | Land | Sportlerin         |
| ----- | ---- | ------------------ |
| 1     | NGR  | Odunayo Adekuoroye |
| 2     | IND  | Anshu Malik        |
| 3     | SRI  | Nethmi Poruthotage |
| 3     | CAN  | Hannah Taylor      |

Finale: 5. August 2022

### Klasse bis 62 kg
| Platz | Land | Sportlerin                    |
| ----- | ---- | ----------------------------- |
| 1     | IND  | Sakshi Malik                  |
| 2     | CAN  | Ana Godinez Gonzalez          |
| 3     | NGR  | Esther Omolayo Kolawole       |
| 3     | CMR  | Berthe Emilienne Etane Ngolle |

Finale: 5. August 2022

### Klasse bis 68 kg
| Platz | Land | Sportlerin         |
| ----- | ---- | ------------------ |
| 1     | NGR  | Blessing Oborududu |
| 2     | CAN  | Linda Morais       |
| 3     | NZL  | Tayla Ford         |
| 3     | IND  | Divya Kakran       |

Finale: 5. August 2022

### Klasse bis 76 kg
| Platz | Land | Sportlerin         |
| ----- | ---- | ------------------ |
| 1     | CAN  | Justina di Stasio  |
| 2     | NGR  | Hannah Rueben      |
| 3     | IND  | Pooja Sihag        |
| 3     | ENG  | Georgina Nelthorpe |

Finale: 6. August 2022

## Medaillenspiegel
| Platz | Land       | Gold | Silber | Bronze | Gesamt |
| ----- | ---------- | ---- | ------ | ------ | ------ |
| 1     | Indien     | 6    | 1      | 5      | 12     |
| 2     | Kanada     | 3    | 5      | 4      | 12     |
| 3     | Nigeria    | 3    | 2      | 2      | 9      |
| 4     | Pakistan   | —    | 3      | 2      | 5      |
| 5     | Südafrika  | —    | 1      | —      | 1      |
| 6     | England    | —    | —      | 3      | 3      |
| 7     | Australien | —    | —      | 2      | 2      |
| 8     | Kamerun    | —    | —      | 1      | 1      |
| 8     | Neuseeland | —    | —      | 1      | 1      |
| 8     | Sri Lanka  | —    | —      | 1      | 1      |